# 明細書
明細書 (めいさい-しょ、または、めいさい-がき ) とは、内容を細かく記すること。また、細かく記した書類。

## 内訳書
内訳、内訳書 (内分書、うちわけ-しょ)は、金銭の総額、 物品の総量に対し、その内容を項目別に細かに分けた明細の意で使われている。現在では見積書のように一覧の表形式で、品物等の名称や形番等からその数量、単価、金額が項目ごとに記載される。

## 注
1. ↑  めいさいしょ の記述は、日本財政経済史料-九:戸口之部,武家,宝暦一三年(1763) 八月「諸向より分限帳懸りへ差出候明細書」や英和商業新辞彙(1904、田中、中川、伊丹) 「Specification 明細書 - 説明書、質問に答ふる場合とか或は製品に関する説をなした書類を云ふ」とある。さらに『邯鄲』(1950、三島由紀夫) で「会社の資本金と僕個人の資産との明細書」などがある
2. ↑  めいさいがきは、改正増補和訳英辞書(1869「Muster-roll 明細書 (メイサイガキ) 軍勢ノ目録」、道草(1915、夏目漱石) 二〇「彼は未だ曾て月末に君の手から支出の明細書(メイサイガキ)を突き付られた例がなかった」などがある。
3. ↑  『米欧回覧実記』(1877、久米邦武) 一.二で「平均教数の内訳は、北部にては五万五百五十弗(ドル)にてなり」や『浮雲』(1887-89、二葉亭四迷) 三, 二八「支度に費(つか)った金額の総計から内訳まで細々(こまごま)と計算をして」といった記述がある。